# Mito de Er

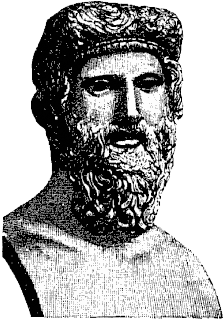
Uma reprodução de Platão.

O mito de Er é uma história que Platão conta no livro A República, livro X, de 614b a 621b. Trata-se de um relato, transmitido oralmente, de alguém que retornou do Hades.
No mito de Er, o essencial é que fossem quais fossem as injustiças cometidas e as pessoas prejudicadas, as almas injustas pagavam a pena de quanto houvessem feito em vida, a fim de purificarem a alma. Uma tal escatologia desvela um logos cósmico, fundamentalmente moral, na ordem de uma teleologia vinculativa para o humano.

## Resumo
Platão, discípulo de Sócrates, dizia que o poder da virtude era tal que teria repercussões para além da própria e limitada vida de um individuo, ou seja, depois da morte. É assim que retoma o tema da imortalidade e relata um mito, figura literária muito usada na Grécia antiga. Este mito é vulgarmente conhecido como O Purgatório, pois representa, para alguns interpretadores, um nível intermédio entre o Inferno e o Céu.
Como era comum na comunicação oral helénica, Platão conta o que outro relatou, o sucedido a um habitante arménio, Panfílio de nascimento, propriamente um guerreiro, que fora morto em batalha. Dias depois o seu corpo estava ainda incorrupto, e ressuscitaria ao décimo segundo dia na sua pira funerária, para contar o que virá depois da morte. Assim, Platão conta o que outro supostamente observou e comunicou a outros.
Conta Platão que após a sua alma sair do corpo viajou com outras almas até chegar a um lugar divino com duas aberturas contíguas na terra e duas no céu frente a estas. No espaço entre elas presidiam juízes que, depois de se pronunciarem, decidiam para onde se encaminhariam as almas. Os justos seguiam para a abertura da direita, que subia ao céu, os injustos seguiam para a da esquerda, que descia. Todas levavam uma nota com o julgamento e com tudo o que haviam feito.
A Er foi dito que seria o mensageiro junto dos homens das coisas daquele lugar.
As almas que ali chegavam vindo da terra pareciam vir de uma longa travessia, estavam impuras e imundas, enquanto que as que vinham do céu chegavam puras e limpas cantando experiências deliciosas e visões de indescritível beleza. As que chegavam de baixo gemiam e choravam, recordavam sofrimentos e dores da viagem de mil anos por debaixo da terra.
O funcionamento habitual era o de que cada alma pagasse sucessivamente todas as injustiças cometidas, fosse contra quem fosse. A pena de cada injustiça era paga dez vezes. Os actos justos seriam também recompensados deste modo. As interpretações referentes ao número de anos são díspares entre os interpretadores, mas é mais ou menos consensual que cada pena era paga em cem anos, resultando, portanto, nos mil anos totais (dez vezes cem). As excepções existiam relativamente a crimes de homicídio ou de impiedade, quer em relação aos deuses, quer em relação aos pais, em que as penas eram ainda maiores. Note-se ainda que apenas eram dispensadas da viagem por debaixo da terra, em sofrimento, quando finalmente se curassem da sua maldade e expiassem totalmente a pena. Só reunindo estas duas condições a abertura permitia que subissem.
Platão descreve alguns dos castigos infligidos, nos quais se inclui o ser-se esfolado (615e).
Er observou então que os que já tinham pago os seus pecados regressavam à vida, passando por um lugar onde estavam as três filhas da Necessidade,as Parcas: Láquesis (o Passado), Cloto (o Presente) e Átropos (o Futuro), que teciam o destino dos humanos.
Então, um mensageiro dos deuses pegou em lotes e modelos de vida e dispô-los para as almas escolherem, pois iria começar outro período portador de morte (tempo de vida humana). Havia destinos para todas as espécies, mas destas escolhas resultavam imensas armadilhas. O essencial era escolher a fim de não cair na ganância da tirania e da riqueza, evitar os excessos na vida mundana e optar sempre com muita prudência. Só assim um humano alcançaria a felicidade suprema, não esquecendo que a escolha deveria ser dirigida pela procura da virtude, pois a responsabilidade pesaria apenas sobre quem escolhe.
Depois as almas foram conduzidas para a planura do rio Lete e, junto do rio Amelas, todas foram forçadas a beber uma certa quantidade de água, esquecendo tudo, umas mais que as outras, conforme bebiam mais ou menos. As que irreflectidamente bebiam mais, esqueciam demais, eram os tolos e as que bebiam menos eram os sábios.
Troa o trovão e um tremor de terra, era a hora das almas irem ao encontro dos seus destinos a fim de nascerem cintilando como estrelas, e Er impedido de beber acordou divinamente na pira funerária.
Este é um resumo possível do mito de Er, não dispensando a leitura integral, não só do mito, mas também d'A República.
O Mito de Er deve ser lido em permanente intertextualidade com os demais mitos e/ou contos platónicos, sobretudo com a Alegoria da Caverna.

## Leitura

### Introdução
A linguagem mitológica, em Platão, absorve a um tempo uma importância escatológica e teleológica (e até mesmo teológica na medida em que requer uma determinada concepção da divindade). Preponderantemente religiosa, a mensagem de cada mito platónico apresenta-se sobre a forma de uma moral que interessa retirar e interiorizar por cada um, de modo a se compreender o sentido  de ser homem e o fim próprio de um tal ser.
O fim para que Platão usa o mito evidencia-se quando da apresentação do mito da mátria/pátria (414c-415c, 468e, 547a-c). Isto é, a linguagem mitológica é uma outra forma, implícita e não totalmente literal, de exprimir a mensagem platónica.
Os filósofos devem ser Reis para que o poder seja exercido correctamente. Os cidadãos devem estar convictos de que seguir as determinações dos chefes e dedicar a sua vida à Pólis é o seu desígnio. É certo que a maiêutica socrática, de algum modo, não corrobora esta exigência platónica. A história próxima, naquela época como hoje, havia mostrado que os tiranos e os políticos em geral são capazes das maiores injustiças. De certa forma, Platão não rejeita uma certa tese sofista que apresenta um prelúdio da teoria do contrato social. Exactamente por isso, para Platão o que é útil à Pólis, é também o que é útil ao indivíduo. A morte deste quando é inútil à Pólis é preconizável na medida em que a si mesmo é fútil, destituído de ocupação – prolongar-lhe a existência é prolongar-lhe o sofrimento.
Assim, o sentido prático leva Platão a confiar o regime aos melhores. A meritocracia esgrimirá todos os argumentos teóricos e práticos de modo a afiançar uma administração legislativa, judicial e executiva justa, garantindo que o respeito pelas leis, normas e convenções sociais seja prorrogável (é necessário que a lei seja boa para ser bom respeitar a lei), exigindo-se para tal que sejam elaboradas pelos homens sábios. Seguir-se-ia que, pela educação se moldariam de tal forma as almas que elas quereriam verdadeiramente aplicar-se ao cumprimento das normas correctas.
Melhor do que ter bons juízes é ter almas boas, pois estas não precisarão ser vigiadas ou conduzidas do exterior – depois de terem sido conduzidas para o recto caminho – posto que se vigiarão a si mesmas, encontrando em si todos os princípios morais de que necessitam para actuarem de forma boa e bela.
Encontramos assim a boa função do mito de Er: persuadir os cidadãos a acreditar num Deus que não era indiferente aos problemas da humanidade, e num Além garante da justiça que por um lado alicia à prática do bem, do belo e do justo (através duma recompensa justa, bela e boa), e por outro explica ou torna moralmente aceitável, que um homem injusto seja feliz (pois que participa apenas duma felicidade aparente), ou um justo seja infeliz em vida (pois que tal acontece em seu próprio proveito). No mito de Er, a verdadeira felicidade não está na vida corpórea, mas é consequência necessária de uma conduta justa que resultou de uma escolha deliberada – não propriamente de um livre-arbítrio, mas de um determinado tipo de alma. O mito possui uma enorme força persuasiva sobre quem quer que seja que pense duas vezes sobre o modo correcto de proceder.
É irrelevante, até certo ponto, que apenas um tipo de alma conheça o caminho, pois o essencial é que esse tipo de alma seja tomado como paradigma de recta conduta, de modo a que as demais almas sigam também pelo caminho recto. O mito é um dos meios à disposição para encaminhar essas almas que não chegam por si à verdade, ou às quais a verdade está vedada pela natureza delas.

## O MitoPedagógico
Platão acredita na existência do Bem em si, fonte de Verdade e, simultaneamente, verdadeiro destino da alma humana. Nos mitos platónicos, ontologia, epistemologia e escatologia estão relacionadas de forma necessária. O Ser é simultaneamente Verdade e fim do Homem. É no Bem que o homem se cumpre e toda a realidade sensível é apenas um modo de aparência do Bem em si.
Por outro lado, Platão acredita que todos os homens possuem a faculdade de pensar que, conforme é sujeita a uma educação idónea ou desviante, pode tornar-se útil ou prejudicial. A distinção platónica entre prazer e bem é equivalente à distância que vai da opinião ao conhecimento, e permite-lhe conceber a existência de um recto caminho e uma conduta moralmente boa. Dedicar-se à filosofia é não só procurar a verdade, como também caminhar no sentido correcto. Contudo, ainda que Platão admita que a maioria apenas apoda os filósofos de inúteis e excêntricos na medida em que não sabe distinguir os verdadeiros e reconhecer-lhes idoneidade para a devida função, ele assume uma posição totalmente pragmática e realista quando considera que a maioria não aceitaria que existe um Belo em si e que, de qualquer forma, é mais fácil persuadi-los através de mitos do que através da dialéctica.
Parece que há um permanente jogo entre o que é de natureza inata, e o que provém da educação. Existem, com certeza, naturezas mais aptas para a Filosofia, enquanto outras o serão para o comércio, contudo aquelas precisarão de educação para que se não desvirtuem e estas para que saibam qual a sua função e como exercê-la correctamente.
Se a ascensão da alma ao mundo inteligível é incumbência de cada um, não quer isso dizer que apenas os filósofos se salvam, pois os filósofos, salvando-se, salvam a cidade inteira, se lhes for entregue o governo da Pólis. A este respeito é interessante fazer uma leitura comparada deste mito com a Alegoria da Caverna.

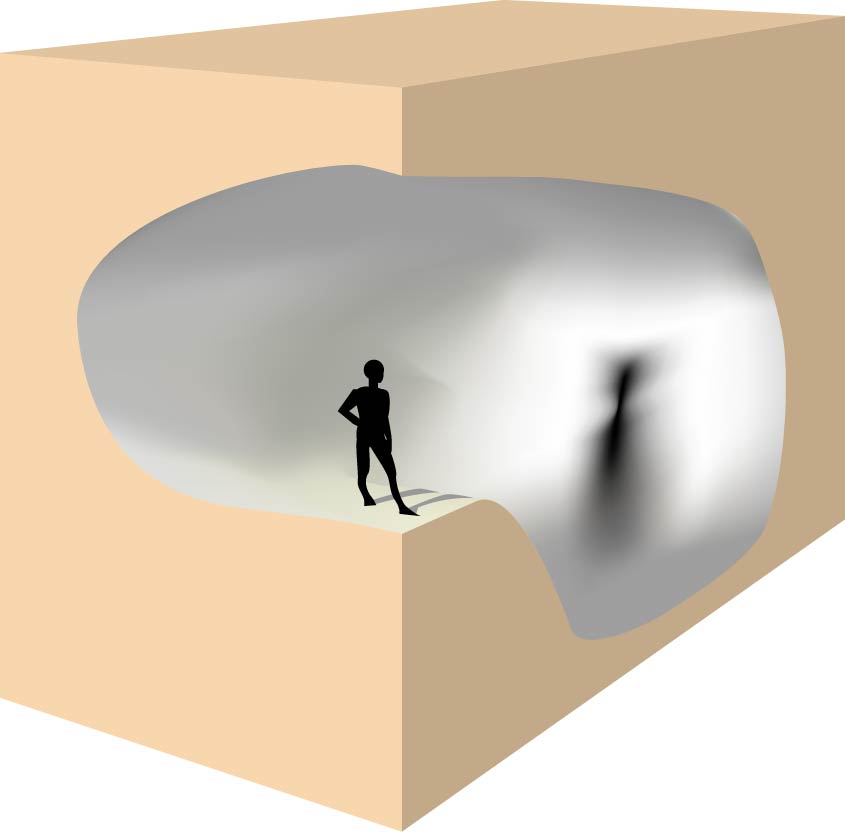
Ilustração da Alegoria da Caverna.

Parece ponto assente que indubitavelmente a Filosofia não é para todos. A própria existência de determinadas considerações no domínio da eugenia implica que os homens não são todos iguais para Platão, mas que cada um nasce com determinadas aptidões físicas e intelectuais que o ligam naturalmente a uma determinada função que lhe é própria. Compete ao governo da cidade educar os seus cidadãos de modo tal, que desejem dedicar-se à função para que naturalmente nasceram. Por outro lado, aqueles dotados que são capazes de se dedicar à Filosofia, apenas depois de imbuídos da Verdade que conduz aos comportamentos correctos, devem ser introduzidos nela – que é a actividade metafísica pela qual e através da qual a Verdade se desvela. De entre estes, os melhores que adquiram melhor o conhecimento do Bem, determinarão quais são as opiniões verdadeiras que as demais pessoas deverão ter – tal como o sapateiro deve fazer fé no saber do utilizador de sapatos para que possa exercer correctamente a sua função, avaliada sempre em função dos fins e da sua execução.
Não é apenas a Filosofia, enquanto amor à sabedoria, na sua plenitude, que se constitui Caminho para a Salvação . Parece que, além de Ontologia, Epistemologia e Escatologia, torna-se essencial ponderar politicamente o pensamento expresso em A República.

### A Finalidade que tudo ordena
Em A República, tal como no Fédon e no Fedro, o mito vem desvelar o sentido da vida humana, religar vida e destino que cada alma imortal seguirá depois da sua passagem pela terra.
A maior parte das almas, contudo, não consegue alcançar a Planície da Verdade. Platão preocupa-se e aconselha sempre os homens a fazerem tudo pela própria salvação. Ao julgamento não escapam os pormenores de uma conduta justa ou de uma conduta injusta. No Fédon parece afiançar-se que apenas a Filosofia pode levar uma alma a (re)conhecer que a Justiça e o Bem supremo são a finalidade da existência humana. A Filosofia é uma catarse, um treino de morrer e de estar morto. Só uma alma dedicada à Filosofia pode conhecer a Justiça, o Bem e a Verdade, podendo assim salvar-se. Platão pretende salvar a totalidade da cidade e da Hélade. Hare chama-lhe "um sistema purgado de formação de carácter[...] numa idade segura" em que "cada um deles será supervisionado por pessoas que, porque conhecem o que é a virtude, sabem o que estão a fazer, ao contrário tanto dos bons cavalheiros Atenienses como dos espertos sofistas" Platão1. Todos os méis serão utilizáveis se forem úteis à salvação da totalidade. Se nem todos podem verdadeiramente ser filósofos e, de resto, nem tal é preconizável, então compete aos melhores salvarem a cidade. Não é necessário ser-se filósofo para ser-se justo, mas é fundamental uma educação bem pensada e organizada. Ser justo, é entregar-se de corpo e alma à sua função no todo orgânico da Pólis, não extravasando o domínio próprio nem faltando às suas competências.
Esta idéia implica a idéia de contrato social. Isto é, cada indivíduo é por si só insuficiente, de onde surge a necessidade gregária com base num acordo (mais ou menos tácito) mútuo que preserve a possibilidade de cumprir o desígnio que esteve na base da constituição da Pólis.
O fito (da constituição) da cidade que cabe ao governante garantir na sua exequibilidade, é promover o Bem Comum. O bem de todos e não o de alguns. Para tal não é lícito existirem excessos nem faltas, requer-se moderação nos temperamentos, nas posses e nos gastos. É necessário que os governantes tenham sabedoria e que os governados saibam obedecer, e que uns e outros concordem quanto a quem deve ser entregue o leme da cidade. Os governantes devem governar, bem. Os governados devem submeter-se, porque as leis são para seu bem.
Nesta ordem de idéias, o mito dos filhos da terra é uma das formas de assegurar um bom governo da cidade, em ordem, não só à felicidade da totalidade, mas à própria salvação do maior número possível de almas. A divisão ordeira da sociedade em simultâneo com a sua união, são condições para o bom encaminhamento das almas. O governante é uma espécie de pastor.

### A Lucidez
A cidade ideal teria sido purgada de poetas e demagogos que não falassem do que seria ideal falarem. Efectivamente, mesmo na cidade ideal o bem não estaria ao alcance de todos e ter-se-ia de usar de artimanhas para a todos inculcar o sentido de justiça e o desejo de ser justo.
Aponte-se que Platão considera necessário que aqueles que passaram a sua vida a aprender e que têm experiência da verdade e portanto uma finalidade na vida, em vista da qual devam executar todos os seus actos, devem ser forçados a administrar a cidade, pois só eles o poderão fazer. Supõe-se que essa finalidade seja o Bem supremo! Como nota M. H. Rocha Pereira em nota à sua tradução d'A República, o passo "perpassa, numa leve ironia, a noção de que a vida de estudo é a suprema felicidade" Platão2.
De nada vale o conhecimento se não se tornar útil. As Ilhas dos Bem-Aventurados aparece destinada então àqueles que foram úteis, na devida medida, à cidade – esta parece ser a concepção de justiça n'A República. De resto, é óbvio que a criação do filósofo se faz exclusivamente para tirar partido dele para a união da cidade, na medida em que a sua função enquanto governante será salvar a cidade, e que, uma vez sendo essa a sua devida função, a si mesmo se salva. Justiça é pois, na alma como na cidade, manter cada parte no seu devido lugar.
Assim torna-se presumível que, para Platão, o Bem supremo é o bem da totalidade, a justiça é o que é útil ao bem da maioria – a Verdade é o conhecimento daquilo que é útil à manutenção do bem-estar da totalidade. Pois que Verdade, Justiça e Bem Supremo tornam prorrogável a mentira desde que seja útil à preservação da harmonia social.
Platão diz-nos que aqueles que têm opiniões verdadeiras sem perceberem são cegos. Mas, exceptuando-se os chefes, no domínio moral, todos apenas possuem opiniões verdadeiras, fundamentadas ou apoiadas em nobres mentiras!
É ao bem comum que conviria que o verdadeiro filósofo fosse para o poder. Se o próprio Platão é um verdadeiro filósofo e, enquanto tal conhece que é conveniente que o filósofo seja político, por que razão é necessário persuadir o verdadeiro filósofo disso mesmo que faz dele verdadeiro filósofo? Se Platão não é verdadeiro filósofo, como poderia julgar-se no direito de considerar conveniente o que o verdadeiro filósofo não considera? Só resta uma hipótese: mesmo ao verdadeiro filósofo deve estar oculta a verdade, porque é útil que ele despreze o poder! Mas se o filósofo tivesse conhecimento da verdade e isso bastasse para se sentir atraído por ela, então o verdadeiro filósofo não desprezaria o poder mas entregar-se-ia a ele, não em proveito individual ou particular, mas da totalidade. Assim, na verdade, Platão parece colocar-se acima do verdadeiro filósofo com uma tal lucidez que desconfia da própria natureza do verdadeiro filósofo! Deste modo, ele fala como se só a nobre mentira lograsse atingir o Bem supremo.
O verdadeiro filósofo que ascende à luz e repudia a existência e própria morte é aquele que está na posse da experiência da verdade e nele domina a razão. Portanto, ou não é conforme ao belo e ao justo que ele se entregue à administração da cidade, ou se o fosse ele não poderia desprezar o poder político, pois que seria de seu conhecimento que essa é a sua função, e que o dedicar-se a ela seria o justo, não podendo deixar de se sentir atraído, a não ser que Platão aceitasse que se tivesse conhecimento e não se fosse justo. Ora, para Platão o conhecimento do justo implica o ser-se justo (o gnosiológico implica o ontológico), na medida em que só se erra por ignorância.
Por outro lado é compreensível que os filósofos devam desprezar as honrarias por si só e atribuir toda a importância à retidão e às honrarias que dela derivam. Trata-se de um regime meritocrático que acredita na justiça real e não na aparente, na servidão à cidade e não na sua espoliação! Ora, um sistema meritocrático consiste em assegurar que o homem melhor seja o mais feliz (ou apenas aparentemente infeliz), e o pior o mais desgraçado (ou detentor duma felicidade aparente).

## O Mito Escatológico
Platão pensava restaurar a vida moral sobre novas bases. A questão do julgamento de Sócrates marcara-o profundamente. Não pensava tanto em abrir os olhos de todos, mas em lhes direcionar a visão corretamente, ocultando-lhes ou incutindo-lhes repulsa pelas visões indesejáveis e prejudiciais, inclusivamente para a própria alma que visiona. A moral da aspiração ascética socrática tem, na pena platónica, o ideal de perfeição comum e universal – representa uma tentativa de ultrapassar a corrosão histórica.
Platão nunca define o Bem em si como tal. De resto, não pode, ele é razão de ser das coisas – um círculo vicioso. Percebe-se que Ontologia, Epistemologia e Moral estejam intrincadas. Para ele uma coisa é, antes de mais, uma coisa boa ou uma coisa má. Platão defende que o homem dominado pela parte racional é o que tem a vida mais aprazível! O melhor índice para decidir qual é a vida mais aprazível julgar é o raciocínio, e o filósofo é também o amigo do raciocínio, logo é a ele que devemos ouvir! Mas o facto de o raciocínio ser o melhor índice para julgar foi um pressuposto. Obstar-se-ia ainda que é sempre o raciocínio que julga. Mas Platão considera que só o filósofo raciocina, embora ele se tenha apercebido que o nascer inteligente nada diz acerca do vir a ser filósofo, mas apenas propicia, podendo também criar o mais perverso dos tipos. Fica por demonstrar que o raciocínio não pertence ao interesseiro nem ao ambicioso, tese que um Maquiavel facilmente poderia invalidar. Numa palavra, Platão considera racional apenas um determinado raciocínio que siga determinados pressupostos, os quais ele pretende identificar precisamente através do Mito de Er.
Platão considera que a aquisição dos objectos dos respectivos desejos é a experiência mais agradável. A própria parte racional deseja. A vida é escolhida numa parte que escolhe em conformidade consigo. E, pensa Platão, cada um se considera na vida mais isenta de desgosto na medida em que alcança seus objectos de desejo. O filósofo Platão aceita que neste ponto um tipo de homem tenha razão e outro não, isto é, que o filósofo possa dizer qual das vidas é mais aprazível. Por outras palavras, o filósofo consegue saber qual das vidas dá prazer real, embora, segundo parece, todos procurem um objecto porque ele lhes dá prazer: há prazeres reais e prazeres falsos.
Chegando ao ponto em que demonstrou que as riquezas, as honrarias ou o poder em si pouco valem para a felicidade terrena, Platão usa o Mito de Er para, à semelhança do que fez no Fédon e no Górgias, mostrar que a virtude e a justiça são também condição para a felicidade supraterrena. Platão prorroga n'A República que, psicologicamente, o homem justo e temperado é sempre o mais feliz e que, o tirano, governado pelos desejos e pela ambição desmedida, é o mais infeliz, vivendo no receio permanente. Demonstrou também que, paradoxalmente, aquele que sabe verdadeiramente qual é a vida mais aprazível é o filósofo. Além disto, demonstrou-nos que os prazeres reais são aqueles que à razão vêm da sua contemplação da Verdade. Até aqui, contudo, a avaliação parece dar-se tendo em conta a verdadeira felicidade, livre de tormentos, mas na terra. Contudo, a dignidade da alma apresenta-se como correlato duma finalidade real – transcendente. A própria consideração da condição humana parece exigir o transcendente, uma realidade máxima. A vida humana revela precariedade e reduzida dimensão – mas tal apenas em comparação com o Ser e a eternidade.
O mundo é pensado como regido por uma moral, o que é consequência do pensamento teleológico platónico. A escatologia platónica tem os seus fundamentos ontológicos e epistémicos – constitui um facto: "o bem jamais causa a perdição de qualquer coisa", caso contrário, haveria uma contradição nos termos. Por outro lado, nós bem vemos que a alma injusta não morre da sua injustiça, que a perversão da alma não a destrói, logo é imortal – nem o bem nem o mal a destroem – o que vem ao encontro da necessidade de um castigo e de uma recompensa máxima além da vida. Por outro lado, o que é eterno deve ser sempre o mesmo em número, o que fará admitir a metempsicose. Mesmo que o justo passasse por injusto, de modo a que, terrenalmente, um vivesse o que ao outro seria devido, o justo seria o mais bem-aventurado: aos deuses não passa despercebido como é cada homem na realidade. Assim se um justo teve uma vida miserável, tal aconteceu em seu próprio proveito, pois será recompensado, quer em vida quer em morte – por força da argumentação que, para Platão, corresponde à força da necessidade. A alma que pudesse escolher sua vida, se fosse sensata, escolheria evidentemente, para ela que seria sábia, a vida mais temperada – é esse o caso de Ulisses no Mito de Er (620c-d).
Chegados a este ponto torna-se evidente que o Mito se apresenta de acordo com a fundamentação racional que o antecede. Ele desvela numa outra linguagem o conteúdo da doutrina.
“Nobre mentira para a harmonização de todos em todas as cidades, faz de todas as circunstâncias da vida uma intervenção dos deuses – daí, inevitável –, mas ao mesmo tempo atira as responsabilidades por essas circunstâncias para a pessoa que as experimenta, de forma a que ninguém se melindre por tal inevitabilidade.” Platão3

## Conclusão
Em determinados textos, Platão abandona a argumentação dialéctica e recorre à narrativa mítica para exprimir idéias de difícil acesso. Este recurso permite uma abordagem não demonstrativa a temas escatológicos já demonstrados. Na forma do mito, Platão vai além das potencialidades do discurso racional e permite-se expor teorias cosmológicas – tal é o caso do próprio Mito de Er.
Os mitos platónicos são principalmente escatológicos (o do Górgias, o do Fédon, o de Er n'A República , o do Fedro). Tratam da salvação do homem, neste e no outro mundo. A alta consideração da felicidade do homem a partir do sentido da vida humana faz jus às exigências intelectuais que cada um, enquanto ser pensante que se projecta, faz inevitavelmente num ou noutro momento de sua vida. O período que a vida humana abarca é pequeno para um ser responsável e moralmente (pre)ocupado. O nosso ser, a nossa natureza projecta-se num além, sempre num mais além possível. Os mitos platónicos projectam do além a luz que deve iluminar a nossa conduta, a nossa vida, o nosso mundo aberto a partir do fim (telos). Platão é ocidental relativamente à interpretação do tempo: o futuro está à nossa frente, desvelando, orientando a nossa conduta para um desígnio que não é um qualquer, mas uma determinada concepção da humanidade. O Ocidental é isso, um abrir-se ao mundo mas para que ele caiba na nossa abertura, satisfazendo os nossos projectos, ou dito de outra forma, a chave para abrir o mundo é o nosso projecto.
Nos seus mitos, aquele a quem Cornford chamou pai do Cristianismo, mistura imaginação artística e seriedade religiosa. Molda o mundo de acordo com os seus moldes. Força o mundo a adaptar-se à sua razão numa demanda à justiça, numa demanda ao bem, numa demanda ao homem. Apercebendo-se do perigo da entrega do futuro do Homem aos homens, ele cria arquétipos incriados, sinais, modelos. Satisfazendo as exigências racionais daquele ser que viria a ser chamado ser vivo racional, ele faz do mundo de obstáculos um Cosmo cuja lei visa corrigir a incorrigibilidade dos critérios individualistas que destroem indivíduos, famílias, Estados. São um último reforço à tentativa de restaurar a paz interior, vencendo o individualismo na sua própria casa, oferecendo-lhe a visão de um juiz que exige ao individualista que seja altruísta se quer ver seu egoísmo saciado na verdadeira felicidade. O Mito platónico mostra a falsidade de todas as convenções quando não está por detrás delas algo de sério: a honra nada é, se quem a pretende ostentar não for honrado! A dignidade verdadeira não é um título, um carimbo, uma imagem, mas um ser que existe na dimensão da realidade. É o homem honrado que tem honra, não é o facto de se elogiar um homem chamando-lhe honrado que faz dele um homem que participa da honra.
O mito cumpre assim a sua tarefa pedagógica, moralizante, contra as velhas crenças, atacando aqueles que fingem ser o que não são, dando esperança aos que são e ainda não sabem ensinando-lhes que na realidade são. Zenão diria que somos deuses, mas Platão deu-nos deuses que cuidam de nós. O seu intuito foi religar o Homem com o Absoluto.

## Influências no Mito de Er
Platão revela nos seus mitos influência pitagórica e oriental. Os seus motivos, desde a reencarnação ao julgamento divino, desde a purificação da alma (se bem que Platão desconsidere os ritos em nome da purificação interior) à crença na sua imortalidade, desde a sua concepção kármica da existência terrestre à importância dada à meditação e contemplação – os seus motivos são naturalmente de matriz oriental, provavelmente mediante o contacto com os pitagóricos, o que não obvia a inegável criatividade e o poderio manifestados quer nos seus mitos, quer na sua obra em geral.
O seu pensamento revela ainda influências de matriz órfica. Os mitos de Orfeu têm uma origem antiga, mesmo para Platão e relativamente à estrutura do Panteão helénico da época.

## Repercussão na Antiguidade
O Mito de Er teve um papel crucial na fixação duma escatologia com castigos e recompensas de acordo com a conduta moral do indivíduo.
Cícero tem mesmo, na obra De Republica, um trecho chamado O Sonho de Cipião que constitui uma réplica do mito platónico.

## Outras Leituras Recomendadas
- Cornford, F.M., Antes e Depois de Sócrates; Tradução de Valter Lellis Sequeira, Martins Fontes, São Paulo, 2001;
- Eliade, Mircea, O Mito do Eterno Retorno; Tradução de Manuela Torres, Edições 70, col. Perspectivas do Homem, vol. 5, Lisboa, 2000;
- Derrida, Jean, "La Naissance du corps (Plotin, Proclus, Damascius); Galilée, col. La philosophie en effet, Paris, 2010;
- Dodds, E.R., Os Gregos e o Irracional, Tradução de Leonor Santos de Carvalho, Gradiva, Lisboa, 1988;
- Jaeger, Werner, Paidéia, A Formação do Homem Grego, Tradução de Artur M. Parreira, Martins Fontes, São Paulo, 2001;
- Kirk, G.S.; Raven, J.E.; Schofield, M., Os Filósofos Pré-Socráticos, Tradução de Carlos Alberto Louro Fonseca, 4ª edição, Fundação Calouste Gulbenkian, Lisboa, 1994.